# Astronia gitingensis
Astronia gitingensis är en tvåhjärtbladig växtart som beskrevs av Adolph Daniel Edward Elmer. Astronia gitingensis ingår i släktet Astronia och familjen Melastomataceae. Inga underarter finns listade i Catalogue of Life.